# El último hombre bueno
El último hombre bueno (Den sidste gode mand) es la primera novela de la trilogía escrita por A. J. Kazinski, pseudónimo de Anders Rønnow Klarlund y Jacob Weinreich. Ambientada entre Copenhague y Venecia, la historia está basada en la tradición judía del Tzadikim, según la cual en cada generación hay treinta y seis personas justas que evitarán, con su bondad, que la humanidad llegue a su fin.

## Argumento
El danés Niels Bentzon es negociador en la Policía de Copenhague: su faena consiste en dialogar con las personas cuando éstas están a punto de cometer un asesinato o suicidarse. Sus compañeros policías le tildan, entre otras cosas, como una persona maníaco-depresiva y es habitual que se tome vacaciones de manera regular después de tener episodios depresivos. Tras su vuelta al trabajo, y después de evitar que un exmilitar asesinara a sus hijas y se suicidara, Niels tiene una nueva misión: entrevistarse con treinta y seis buenas personas. El motivo: según un policía italiano llamado Tomasso di Barbara alguien, por todo el mundo, está asesinando a buenas personas que encajarían en el concepto bíblico de los «treinta y seis hombres justos».
Con la lista de nombres que crea Niels con ayuda de Casper, llega a conocer a Hannah Lund, una astrofísica  retirada. La cual al conocer la cadena de acontecimientos que ha dado lugar alrededor del mundo se anima a participar en la búsqueda de hombres buenos que puedan correr peligro. Niels cuenta con la ayuda desde Venecia, Italia de Tomasso di Barbara, un policía de Venecia que se ha dado el trabajo de unir la cadena de asesinatos de la que han sido víctimas hombres buenos alrededor del mundo y tal es su interés que ha alertado a distintas delegaciones de policía alrededor del mundo hasta a la Interpol, para poder frenar este atentado que busca exterminar a los hombres justos que existen en la tierra. El cual tiene como factor común que las víctimas tienen una extraña marca en la espalda que algunos perciben como tatuaje, el cual es una especie de número que va en relación de la profecía que hasta el momento ha dado con el #34.
Niels tiene fobia a volar en avión y debido a eso ha tenido una serie de problemas con su esposa Katherine, cuando ya estaba decidió a tomar un vuelo para poder visitarla en Ciudad del Cabo, Sudáfrica, apareció un interés muy fuerte en el caso de los hombres justos que le hizo tomar la decisión de quedarse e intentar resolverlo.
La situación de Tomasso di Barbara no es buena ya que su jefe el comisario Morante lo ha dado de baja por las alertas internacionales que él ha emitido sin su autorización de la cadena de asesinatos realizados alrededor del mundo.
Mientras Niels y Hannah han llegado a un gran descubrimiento de los asesinatos la madre de Tomasso di Barbara agoniza no sin antes expresarle una visión a quien la cuidaba en su agonía Sor Magdalena que era que le comunicara a su hijo que  “no pague los 80 céntimos” sin más explicación quedándose con esta cantidad de dinero en una de sus manos al fallecer.
Gracias a los amplios conocimientos que Hannah poseía pudo descubrir que la cadena de asesinatos que se había desarrollado alrededor del mundo tenía como patrón la forma del  átomo Kriptón  (en griego “el oculto”) el cual posee como número atómico #36, esto se da al unir todos los continentes de la tierra, es con esto que se hace un gran descubrimiento las latitudes de los asesinatos anteriores son 12-36-24-48 y son los días viernes al atardecer.
Así mismo con la investigación descubrieron que las víctimas eran personas entre las edades de 44 a 50 años de edad sin hijos.
Tomasso luego de la muerte de su madre toma su mano y se encuentra con los 80 céntimos los cuales solo los tomo y los guardo en su bolsillo, Sor Magdalena no estaba presente en ese momento para poder darle el mensaje que su madre le había dejado.
Mientras tanto Niels y Hannah descubren los lugares donde serán los últimos dos asesinatos comunicándoselos a Tomasso, estos lugares serían Copenhague y Venecia uno ocurriría 7 días después del otro.
Tomasso con ayuda de un GPS logra dar con la latitud que le proporcionó Hannah y Niels para poder evitar el próximo asesinato si este diera lugar en Venecia, entre tanto Tomasso decide ir al baño público el paso es impedido por una barra metálica ya que debe pagar la cantidad de 80 céntimos para poder entrar. Dado esto Tomasso encuentra la muerte y se descubre que él era el hombre justo #35.
En Copenhague Hannah y Niels se enteran de la muerte de Tomasso. En la cabeza de Hannah todo empieza a tener sentido ya que Niels se dispone a cambiarse de ropa y observa una marca extraña entre sus hombros en su espalda, la cual se define como el #36, con lo cual se dan cuenta de que Niels es el último hombre justo en la tierra.
Sabiendo esto Niels realiza esfuerzos inútiles por querer escapar de su destino lo cual lo lleva a robar medicamentos, posteriormente a la cárcel y finalmente al hospital gracias a que este le salvó la vida a 2 niñas que estuvieron a punto de morir.
Hannah y Niels se encuentran en la latitud que ocurrirá la muerte del hombre bueno en Copenhague, en el Hospital General de Copenhague. Todo indica que será imposible correr contra el destino para Niels, aunque la observación del dermatólogo que lo trata le ha dado una última luz de esperanza la cual es que hace muchos años atrás un hombre con la misma cicatriz en la espalda como la que tiene Niels, se recuperó.
Esto lleva a Niels a investigar sobre el paciente que se recuperó del “Síndrome de Worning”, mientras que Hannah después de haber muerto clínicamente en 2 ocasiones, en una segunda por 9 minutos a la cual los médicos nunca pensaron que sobreviviría se encontraba recuperándose y había encontrado la salida para que Niels no corriera la misma suerte de los 35 hombres buenos que lo antecedieron sufriendo la muerte, solo faltaba saber si esta podría decírselo a tiempo.
Entre tanto Niels encontró el expediente médico de Thorkild Worning y descubrió que su recuperación vino después de haber atentado contra la vida de su esposa.
Con esta información en su mente Niels no sabía qué hacer a pocos instantes de ser la hora definitiva en la cual ocurrían todas las muertes las 15:48.
Minutos antes de esta hora Hannah y Niels se encuentran y van rumbo al tejado del Hospital ahí Hannah le da el arma a Niels para que asesinándola este pueda evitar la muerte, a lo que Niels no desea hacer ya que va en contra de él mismo pero al final lo hace, inmediatamente busca la entrada de la bala en el cuerpo de Hannah y este no lo encuentra al igual que no hay rastro de sangre, el arma nunca estuvo cargada.
Con esta acción pudo evitar su muerte, ya que aunque no asesino a Hannah tuvo la intención de hacerlo lo cual lo deja de hacer un hombre justo.

## Autores
Anders Klarlund es escritor y director de películas como Besat, Den attende, Strings o Hvordan slipper vi af med de andre. Jacob Weinreich, por su parte, ha escrito libros infantiles y juveniles, como La isla de las almas perdidas y la película danesa Monster hunters.

## Composición
La novela se compone de 3 partes, la Primera parte se llama “El libro de los muertos” la cual contiene 85 capítulos, la Segunda parte “El libro de los justos” que contiene 10 capítulos y la Tercera parte “El libro de Abraham” con 21 capítulos, al inicio de cada una de las tres partes se encuentran diferentes citas tomadas del Libro de Job y Génesis.

## Temas centrales
- Tradición judía existen Tzadik  leyenda de 36 hombres justos
- Experiencias cercanas a la muerte

## Personajes
Personajes principales
- Niels Bentzon: Negociador de la Policía de Copenhague
- Tomasso di Barbara: Policía de Venecia
- Katherine: Arquitecto, esposa de Niels
- Hannah Lund: Astrofísica, ayuda a Niels en la investigación.

Personajes Secundarios
- Comisario Morante: comisario de policía de Venecia
- Subjefe W. H Sommersted: subjefe de policía de Copenhague
- Abdul Hadi: terrorista de Yemen
- Padre Rosemberg: Sacerdote de iglesia católica en Copenhague
- Sor Magdalena: Sor del Hospicio donde pasa sus últimos instantes la Sra. di Barbara

Otros personajes
- Agnes Davidsen
- Nicolas Sarkozy
- Ling Cedong
- Giuseppe Locatelli
- Flavio (Policía de Italia)
- Leon (Policía de Dinamarca)
- Peter Jansson (Veterano de guerra)
- Miroslav Stanic
- Casper
- Sommersted
- Anni (Secretaria de la policía)
- Miroslav Stanic (Prisoner)
- Gustav Lund
- Mohamed (primo de Abdul Hadi)
- Doctor Macetti
- Thorvaldsen
- Vladimir Zjirkov
- Christian Amundsen
- Raj Boiroliya
- Russell Young
- Maria de Saywa
- Jonathan Miller
- Avraham Trakhman
- Sara Johnson
- Aspeth Lazarus
- Ludvig Goldberg
- Ein Kerem
- Talal Amar
- Aliksej Saenz
- Chama Kiwete
- Martin Weizman
- Peter Meyn
- Thomas Frink
- Jaled Hadi
- Marc
- Bobby, Michael y Andy.
- Bill Shankly
- Joris Mathijsen
- Benny
- Laurie S. Fulton
- Oler Romer
- Minik Rosing
- Comisario Morante
- Carl Petersen
- Lisa O. Jensen
- Señor Salvatore
- Thor
- Tanja Munck
- Thomas Jacobsen
- Peter Winther
- Ida Hansen
- Maria Deleuran
- Gry Libak
- Profesor Samuel Hviid
- Yves Devort
- Angelino Alfano
- Spreckelsen
- Kierkegaard
- Max Rothstein
- Hannah Arendt
- Rishoj
- Hans
- Johannes
- Asger Gammeloft
- Tío Willy
- Jorgen Wass
- Randi (Cardióloga)
- Michael Sabom
- Bjaren (Archivero)
- Levin (Entrevistador)
- Albrectsen

## Tiempo y espacio
Tiempo
- La novela se desarrolla en el año 2009

Ubicación geográfica
En su mayoría la novela se da en 2 puntos de Europa:
Copenhague capital de Dinamarca país soberano del norte de Europa miembro de la Unión Europea.
Venecia ciudad de Italia, Conocida como “La ciudad de los canales”, está situada en el nordeste del país, sobre un conjunto de islas que se extiende por una laguna pantanosa en el mar Adriático, entre las desembocaduras de los ríos Po (sur) y Piave (norte).
Durante el desarrollo de la trama de la novela se mencionan diferentes países y ciudades:
- Pekín, China
- Bruselas, Bélgica
- Estocolmo, Suecia
- Moscú, Rusia
- Thunder Bay, Ontario, Canadá
- Ein Kerem, Jerusalén.
- Ciudad del Cabo, Sudáfrica
- Khayelitsha, Sudáfrica

- Olduvai Gorge, Tanzania
- Santiago, Chile
- Bangüí, República Centroafricana
- Monrovia, Liberia
- Dakar, Senegal
- Cuzco, Perú
- Río de Janeiro, Brasil
- Samarcanda, Uzbekistá
- La Meca, Arabia Saudí
- Tel Aviv, Israel
- Nairobi, Kenia
- Johannesburgo, Sudáfrica
- Chicago, Estados Unidos
- Ciudad del Cabo, Sudáfrica
- McMurdo, Antártida
- Bangalore, India
- Babilonia Irak
- Madrás, India
- Katmandú, Nepal
- Hanoi, Vietnam
- Kaliningrado, Rusia
- Caracas, Venezuela
- Helsinki, Finlandia
- Belem, Brasil
- Nuuk, Groenlandia

## Marcas que aparecen en la novela
En el transcurso de la novela se mencionan diferentes marcas reales:
- Balas Parabellum
- Armas Deutsche Waffen und Munitionsfabriken
- Universidad Americana de Beinut
- Salsa Bearnesa
- Hugo Boss
- Cerveza CarlsBerg
- Cerveza Kogens Bryghus
- MAERSK
- Apozepam
- Air Force One
- Bella Center
- Movimiento Attack
- Cruz Roja
- Amnistía Internacional
- UNICEF
- Save the Children
- Piano Steinway
- 7-Eleven
- Google
- Licor Amarula Cream
- Aviones Boeing
- Wikipedia
- Ferrari
- Super Netto
- Audi
- BMW
- Yamaha
- Helicópteros Sikorsky
- Nokia
- Volvo
- Supermercado Brugsen
- IBM
- Google Earth
- Armas Heckler & Koch
- YouTube
- Hipermercado Sobeys
- Revista Time
- DBB Arquitectos
- Skoda
- Supermercado Netto
- Raf
- Citroën